# Orazio de Ferrari
Orazio de Ferrari (Gênova, 1606 - 1657) foi um pintor italiano ativo no período barroco. Orazio foi pupilo de Giovanni Andrea Ansaldo e membro de uma família genovesa de artistas de sobrenome de Ferrari, que incluia também Giovanni Andrea de Ferrari e Gregorio De Ferrari.  Durante o século XVII ele pintou murais em capelas e muitas suítes do Palácio de Mônaco.